# Bicarinibracon lepidus
Bicarinibracon lepidus är en stekelart som beskrevs av Donald L.J. Quicke och Walker 1991. Bicarinibracon lepidus ingår i släktet Bicarinibracon och familjen bracksteklar. Inga underarter finns listade.